# Hohnstein (Sächsische Schweiz)
Hohnstein település Németországban, azon belül Szászország tartományban. Lakosainak száma 3183 fő (2023. december 31.). Hohnstein Bad Schandau, Dürrröhrsdorf-Dittersbach és Lohmen községekkel határos.

## Népesség
A település népességének változása:
| Lakosok száma | 3297 | 3269 | 3230 | 3201 | 3183 |
|               | 2017 | 2019 | 2021 | 2022 | 2023 |